# Романюк Ярослав Михайлович
Романю́к Яросла́в Миха́йлович (нар. 26 січня 1961, с. Гаї-Дітковецькі, Бродівський район Львівська область, Українська РСР, СРСР) — український юрист, Голова Верховного Суду України (з 17 травня 2013 року по 10 листопада 2017 року). Заслужений юрист України. Кандидат юридичних наук.

## Біографія
Трудову діяльність розпочав у 1980 році
Після закінчення у 1988 році юридичного факультету Львівського державного університету імені Івана Франка за спеціальністю «Правознавство» обіймав посади помічника прокурора, слідчого прокуратури, старшого помічника прокурора Буського району Львівської області.
1995 обраний суддею Бродівського районного суду Львівської області.
2003 року обраний суддею Апеляційного суду Львівської області.
8 липня 2005  рокуобраний суддею Верховного Суду України безстроково.
23 грудня 2011 року обраний Першим заступником Голови Верховного Суду України строком на п'ять років.
17 травня 2013 року обраний Головою Верховного Суду України строком на п'ять років. Член РНБО з 9 жовтня 2014 по 19 січня 2018 р.
У листопаді 2017 року в зв'язку з законодавчими змінами процедури формування суддівського складу Верховного суду Ярослав Романюк подав заяву про відставку. Вища рада правосуддя звільнила його з посади голови ВСУ 14 грудня 2017 року. Брав участь у конкурсному доборі на посаду в новоутворюваний Верховний Суд України, але вирішив припинити участь у конкурсі.

## Висновок Громадської ради доброчесності
8 травня 2017 року Громадська рада доброчесності дійшла висновку про невідповідність Романюка критеріям доброчесності та професійної етики. Причиною цьому були ухвалення свавільних рішень, невідповідність антикорупційним критеріям, підтримка «законів 16 січня» та протидія судовій реформі.

## Державні нагороди
- Заслужений юрист України (12 грудня 2008) — за значний особистий внесок у розбудову правової держави, здійснення правосуддя, високий професіоналізм у захисті конституційних прав і свобод громадян[9].